# Cassana (Caldes)
Cassana (IPA: /kasˈsana/, Cjassana in solandro) è una frazione del comune di Caldes in provincia autonoma di Trento.

## Monumenti e luoghi d'interesse

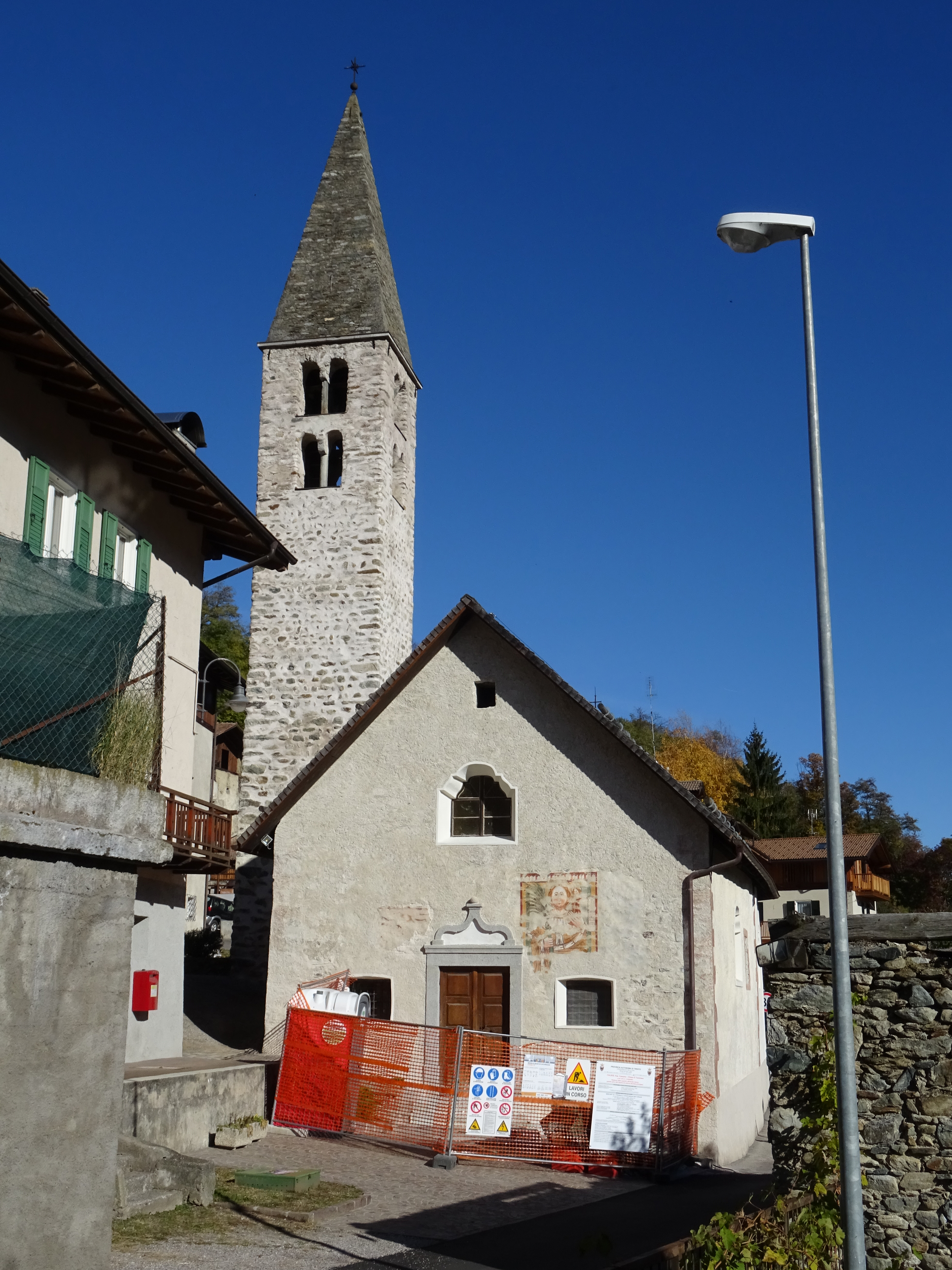
La chiesa di San Tommaso

### Architetture religiose
- Chiesa di San Tommaso Apostolo, documentata nel 1468,[4] chiesa sussidiaria della Parrocchia di San Giacomo Maggiore.

## Infrastrutture e trasporti

### Ferrovie
Cassana dispone della stazione di Cassana che si trova sulla linea Trento-Malé-Mezzana.